# Trout Mask Replica
Trout Mask Replica – podwójny, awangardowy album grupy Captain Beefheart and His Magic Band nagrany w marcu 1969 r. w ciągu 4,5 godziny i wydany w czerwcu 1969 r.
W 2003 album został sklasyfikowany na 58. miejscu listy 500 albumów wszech czasów magazynu Rolling Stone.

## Historia powstania płyty
Praca nad albumem trwała w przybliżeniu od sierpnia 1968 r. do kwietnia 1969 r. Zespół w składzie: Don Van Vliet (Captain Beefheart): saksofon tenorowy, saksofon sopranowy, klarnet basowy, harmonijka, wokal; Jeff Cotton (Antennae Jimmy Semens): gitara; Bill Harkleroad (Zoot Horn Rollo): gitara, flet; Mark Boston (Rockette Morton): gitara basowa, narracja; Victor Hayden (Mascara Snake): klarnet basowy, wokal; John French (Drumbo): perkusja, wokal – przebywał właściwie w zamkniętym, wynajętym przez nich domu i przez kilkanaście godzin dziennie pracował nad utworami skomponowanymi przez Beefhearta. Ponieważ nie znał on nut, transkrypcji dokonywał John French.
Zespół żył w krańcowych warunkach pozbawiony jakiegokolwiek źródła dochodu (czeki, które dostawali głównie od matki Dona, wystarczały na czynsz). Grupa żywiła się wyłącznie soją z puszek i dokonywała kradzieży. Po aresztowaniu zostali wykupieni przez producenta albumu Franka Zappę.
Muzycy byli dla Dona narzędziami w kształtowaniu (rzeźbieniu) muzyki. Wymagał od nich rzeczy nadzwyczajnych. Był wybitnym konceptualistą i muzycy musieli grać taki rodzaj muzyki, jakiego nikt przed nimi nie zagrał. Partie muzyczne, których się uczyli były niemożliwe do zagrania, nikt przed nimi (ani po nich) nie wyobrażał sobie, że można nawet tak grać. Bill codziennie pracował przez 9 miesięcy nad elementami wymyślonymi przez Dona, które po prostu były niemożliwe do wykonania. Po tym okresie opanował 80% z nich. Wówczas żaden muzyk na świecie nie był w stanie zagrać tego, co on. Aby to lepiej uzmysłowić: Don podchodził do fortepianu i uderzając wszystkimi dziesięcioma palcami w klawiaturę tworzył specyficzny akord. Ten akord powinien być według niego zagrany na gitarze. Gitara ma tylko 6 strun, ale zasłanianie się tym w ogóle nie trafiało Beefheartowi do przekonania. Gitarzyści musieli wymyślić taki sposób grania, aby ten właśnie akord został w pełni zagrany na gitarze.
Ponieważ pokój na próby był bardzo mały, na jego środku znajdowała się perkusja a reszta muzyków rozmieszczona była w kątach. Pozwalało to Johnowi na lepszą kontrolę tego, co grali muzycy i wprowadzanie korekt.
Jeśli chodzi o wpływy muzyczne, to trzeba wymienić Ornette’a Colemana, Alberta Aylera i Rolanda Kirka. Jednak jeśli prześledzimy drogę rozwoju muzyki Beefhearta, to najbliższe powinowactwo znajdziemy u Johna Coltrane’a. Obaj w podobny sposób przedzierali się przez blues. U Beefhearta kulminacją tej drogi jest Trout Mask Replica, a u Coltrane’a prawdopodobnie Live in Seattle z 1965 r.
Płyta miała być pierwotnie nagrywana w domu, gdyż Beefheart chciał osiągnąć efekt polowych nagrań bluesowych i etnicznych, a także z powodu braku pieniędzy na wynajęcie studia. Dźwiękowiec Dick Kunc porozmieszczał w całym domu i poza nim mikrofony (np. wokal miał być nagrywany w łazience, instrumenty dęte w ogrodzie, klarnet basowy w kuchni, perkusja w pokoju gościnnym itd). Po dokonaniu nagrań Beefheart stwierdził, że ich jakość jest zbyt niska i zażądał od Zappy wynajęcia studia.
Studio w Whitney (należące do mormonów) zostało wynajęte na 6 godzin z braku pieniędzy. Czyli w ciągu 6 godzin zespół musiał nagrać 20 utworów! Normalna wówczas szybka sesja nagraniowa, to pięć sześciogodzinnych sesji, aby zrobić podstawowe nagrania 12 utworów, czyli ok. 2,5 godziny na jeden. Zrobienie dobrego nagrania perkusji zabierało wtedy ok. 2–3 godzin itd. Łatwo obliczyć, że zespół otrzymał na każdy utwór 18 minut i to zakładając, że nie będzie żadnych zerwanych strun i innych, podobnych, pozornie drobnych przeszkód. Zespół był jednak tak zgrany i czuł się tak pewnie, że wszyscy jednocześnie powiedzieli Nie ma sprawy! Zappa był przekonany, że zadanie jest niewykonalne. Zasiadł za stołem mikserskim, ponastawiał wszystko do nagrania i... zasnął myśląc, że uda im się nagrać jeden lub maksymalnie 2 utwory. Kiedy się obudził – album był nagrany. Grupa dokonała tego w 4,5 godziny wliczając w to kilka zerwanych strun, złamanie stopki do bębna i wyłożenie perkusji tekturą do kilku utworów.
Następnym problemem było nagranie wokalu Beefhearta, bowiem odmówił on założenia słuchawek. Wszedł do dźwiękoszczelnego pomieszczenia, stanął przed mikrofonem i zaczynał śpiewać po zasygnalizowaniu. Podkłady były puszczane jak najgłośniej, ale Beefheart prawie ich nie słyszał. Mimo tego wokal został nagrany za pierwszym razem i nie uległ żadnym poprawkom.
W wywiadzie udzielonym Dickowi Lawsonowi w sierpniu 1969 r. Frank powiedział: [...]Nowy album, który on /Beefheart/ właśnie zrobił jest 2-płytowym zestawem i jego korzenie, to blues Delty, a także awangardowy jazz – jak Cecil Taylor, Thelonious Monk i John Coltrane, i wielu innych. Naprawdę można usłyszeć te wpływy i są one doskonale połączone w nowy muzyczny język. To wszystko jest jego. I nie przypomina niczego, co robią inni. I słowa także są jego [...].
6 kwietnia Zappa zakończył miksowanie materiału muzycznego albumu. W kwietniu lub maju odbyła się sesja fotograficzna do albumu w Garden of Topanga Canyon House, której plonem jest być może najlepszy zestaw zdjęć wykonanych kiedykolwiek zespołowi muzycznemu.
Album ten przez niektórych znawców, krytyków i fanów uważany jest za najlepszą kiedykolwiek nagraną płytę. W Anglii dotarł do 21 pozycji na liście najpopularniejszych albumów, co jest wynikiem sensacyjnym.

## Opis albumu

### Lista utworów
- Pierwsza liczba oznacza kolejność utworów na płycie po sesji (sesja studyjna)
- Druga liczba oznacza kolejność według oryginalnych nagrań domowych.

1. Frownland (16)
2. The Dust Blows Forward 'N the Dust Blows Back
3. Dachau Blues (9)
4. Ella Guru (19)
5. Hair Pie: Bake 1 (3)
6. Moonlight on Vermont
7. Pachuco Cadaver (12)
8. Bills Corpse
9. Sweet Sweet Bulbs (15)
10. Neon Meate Dream of a Octafish
11. China Pig (30)
12. My Human Gets Me Blues (25)
13. Dali’s Car
14. Hair Pie: Bake 2 (4)
15. Pena
16. Well
17. When Big Joan Sets Up (27)
18. Fallin’ Ditch
19. Sugar 'N Spikes (13)
20. Ant Man Bee
21. Orange Claw Hammer
22. Wild Life
23. She’s Too Much for My Mirror (21)
24. Hobo Chang Ba (6)
25. The Blimb (mousetrapreplica)
26. Steal Softly Thru Snow (23)
27. Old Fart at Play (10)
28. Veteran’s Day Poppy

### Muzycy
- Captain Beefheart: wokal, klarnet basowy, saksofon tenorowy, saksofon sopranowy [Don Van Vliet]
- Zoot Horn Rollo: gitara slide, flet [Bill Harkleroad]
- Antennae Jimmy Semens: gitara slide [Jeff Cotton]
- The Mascara Snake: klarnet basowy, wokal [Victor Hayden]
- Rockette Morton: gitara basowa, narracja [Mark Boston]
- Drumbo: perkusja [John French]
- Captain Beefheart gra równocześnie na saksofonie tenorowym i sopranowym w utworze „Ant Man Bee”, na rogu simrańskim i musette w „Neon Meate Dream”.
- Antennae Jimmy Semens wykonuje partię wokalną w „Pena”, naśladuje róg w „Ella Guru” i jest narratorem w „The Blimp”.
  - Uwaga: na pierwszym analogowym wydaniu albumu w spisie muzyków brakuje perkusisty Johna Frencha. Popadł on w konflikt Donem Van Vlietem i został usunięty i z zespołu, i z okładki.
  - Muzycy dodatkowi
- Doug Moon gra na gitarze w „China Pig” (utwór został nagrany wcześniej).
- Gary (Magic) Marker: gitara basowa w „Moonlight on Vermont” i być może „Veteran’s Day Poppy” (utwory pochodzą z wcześniejszych sesji)
- Roy Estrada: gitara basowa („The Blimp”)
- Art Tripp: perkusja, instrumenty perkusyjne („The Blimp”)
- Don Preston: pianino („The Blimp”)
- Ian Underwood: saksofon altowy i tenorowy („The Blimp”) (niepewne)
- Bunk Gardner: saksofon altowy i tenorowy („The Blimp”) (niepewne)
- Buzz Gardner: trąbka („The Blimp”) (niepewne)

### Inne dane
- Producent: Frank Zappa
- Aranżer: Don Van Vliet
- Inżynier dźwięku: Dick Kunc
- Projekt okładki: Cal Schenkel
- Zdjęcia: Ed Caraeff i Cal Schenkel
- Specjalne modyfikacje sprzętu zespołu: Dick Kunc
- Opracowanie CD: Tom Recchion
- Wszystkie utwory napisane przez Captaina Beefhearta.
- Prawa do muzyki i słów zabezpieczone u Beefheart Music Co. BMI